# John Barton (Theologe)
John Barton (* 17. Juni 1948 in London) war Professor für die Interpretation der Heiligen Schrift am Oriel College in Oxford. Seine Forschungsschwerpunkte liegen bei den Propheten des Alten Testaments, dem Bibelkanon, der Interpretation der Bibel, der alttestamentlichen Theologie und der Biblischen Ethik.
Er ist verheiratet und hat eine Tochter.

## Akademische Funktionen und Mitgliedschaften
Barton studierte am Keble College der Universität Oxford und erwarb die Abschlüsse Master of Arts, Doctor of Philosophy und Doctor of Letters (Litterarum doctor).
Er wurde 1974 an der Universität Oxford Lektor für Altes Testament. Von 1991 bis 2014 war er dort „Oriel & Laing professor of the interpretation of Holy Scripture“. Gleichzeitig wurde er „Fellow“ am Oriel College. Seine Vorgänger als „Oriel Professor“ waren Ernest Nicholson (1979–1990) und davor James Barr (1976–1978).
Barton ist seit 2007 Mitglied („Fellow“) an der British Academy sowie seit 2008 auswärtiges Mitglied der Norwegischen Akademie der Wissenschaften. Die Universität Bonn, deren theologische Fakultät seit 1977 mit der von Oxford zusammenarbeitet, verlieh ihm 1998 ein Ehrendoktorat für Theologie.
Er ist Mitherausgeber der Monographien-Reihe Beihefte zur Zeitschrift für die alttestamentliche Wissenschaft.

## Kirchliche Ämter
Barton ist Priester („Reverend“) der Church of England. Er wurde 1973 ordiniert. Als Vertreter des Klerus der Universität Oxford gehörte er über mehrere Jahre lang, von 2000 bis 2005 und von 2009 bis 2010, zur Generalsynode dieser Kirche. Er arbeitet in der Pfarre Abingdon, südlich von Oxford, mit.
Seit 2011 ist er Präsident der liberalen „Modern Church“. Diese gemeinnützige Organisation wurde von Mitgliedern der Church of England 1898 gegründet. Im Sinne des damaligen kirchlichen Modernismus setzte sich die Modern Church für neue wissenschaftliche Ansätze wie den Darwinismus ein. Heute befürwortet sie die in der Anglikanischen Kirche umstrittene Möglichkeit der Wahl von Bischöfinnen. Sie gibt die theologische Zeitschrift Modern Believing heraus, zu deren „Editorial Board“ auch Barton gehört.

## Theologisches Forschen

### Alttestamentliche Propheten als Spezialgebiet
Die Propheten des Alten Testaments wurden Bartons Spezialgebiet. Er forschte über Amos, über Jesaja, über Joel und Obadja sowie über das Nachwirken der Prophetenbücher im nachexilischen Israel. Auch in Deutschland wurde Barton für die Darstellung dieser Propheten herangezogen.

### Die Bibel in der Kirche als Forschungsthema
Im Laufe seines theologischen Wirkens wandte sich Barton immer mehr den Grundsatzfragen zur Bibel zu: Dabei ging es ihm einerseits um die kirchliche Anerkennung bestimmter Bücher, denen gemeinsam als Bibel Autorität zugesprochen wurde (Kanon), andererseits um die Interpretation dieser Bibel im Leben der Kirche sowie der Gläubigen, insbesondere die Anwendung biblischer Texte auf ethische Fragen.
Barton setzte sich mit bestimmten theologischen Entwürfen deutscher Alttestamentler auseinander, etwa mit Gerhard von Rad und Rainer Albertz.
Bei seinem Versuch des Nachzeichnens der Entwicklung des Bibelkanons in der Alten Kirche bezog sich Barton vor allem auf die klassischen Studien von Adolf von Harnack und Theodor Zahn, auf Albert C. Sundbergs These einer Spätdatierung des Kanons sowie auf die quantitative Untersuchung von Franz Stuhlhofer.
Barton wurde zur Darstellung des Themas „Kanon“ in verbreiteten Werken herangezogen, wie in The Access Bible und in Christianity: The Complete Guide. Zum Thema „Interpretation“ schrieb er Beiträge für Harper’s Biblical Commentary, für The Blackwell Encyclopedia of Modern Christian Thought und in A Dictionary of Biblical Interpretation.
Für sein Buch A History of the Bible erhielt er den Duff Cooper Prize 2019. Dieses 700-Seiten-Werk wurde auch ins Deutsche übersetzt. Darin beschreibt er die Entstehung der biblischen Bücher, deren Zusammenstellung als Heilige Schrift (also die Kanonsgeschichte), die Überlieferung der Texte (also die Textgeschichte), die Bibel-Interpretation in der Kirchengeschichte sowie die Bibel-Übersetzungen. Seit etwa 1960 habe die Bibel, so Barton, „in der christlichen Glaubenspraxis“ an Bedeutung gewonnen (S. 22).

## Werke
Barton publizierte teilweise in deutscher Sprache, aber vorwiegend in englischer. Mehrere Bücher erschienen parallel in einer britischen und einer amerikanischen Ausgabe. Von ihm geschriebene beziehungsweise herausgegebene Bücher wurden ins Deutsche, Dänische, Spanische, Tschechische und Chinesische übersetzt. Insgesamt verfasste er ungefähr 20 Bücher, gab etwa zehn Bücher heraus und publizierte circa 90 Artikel in Zeitschriften oder Sammelbänden.

### Monographien
zum Alten Testament:
- Reading the Old Testament. Method in Biblical Study. Darton, Longman & Todd, London sowie Westminster Press, Philadelphia 1984 (2., erweiterte Auflage 1996).
- Ethics and the Old Testament. SCM Press, London 1998 (tschechisch 2006).
- The Old Testament: Canon, Literature and Theology. Ashgate, Aldershot 2007 (gesammelte Essays).

zur Bibel, ihrem Kanon und ihrer Auslegung:
- People of the Book? The Authority of the Bible in Christianity. SPCK, London sowie Westminster/John Knox Press, Philadelphia 1988 (2. erweiterte Auflage 1993, 3. erweiterte Auflage 2011).
- mit Robert Morgan: Biblical Interpretation (Oxford Bible). Oxford University Press, Oxford 1988.
- Love Unknown. Meditations on the Death and Resurrection of Jesus. SPCK, London sowie Westminster/John Knox Press, Philadelphia 1990 (dänisch 1992).
- What is the Bible?. SPCK, London 1991 (2. erweiterte Auflage 1997, 3. Auflage 2009; spanisch 2004).
- The Spirit and the Letter. Studies in the Biblical Canon. SPCK, London 1997; amerikanische Ausgabe: Holy Writings, Sacred Text. The canon in early christianity. Westminster/John Knox Press, Louisville 1998.
- Living Belief: Being Christian, Being Human. Continuum, London 2005.
- The Nature of Biblical Criticism. Westminster John Knox, Louisville (Kentucky) 2007.
- A History of the Bible: The Book and Its Faiths, Allen Lane, London 2019. – Deutsche Ausgabe (übersetzt von Jens Hagestedt und Karin Schuler): Die Geschichte der Bibel. Von den Ursprüngen bis in die Gegenwart. Klett-Cotta, Stuttgart 2020. ISBN 978-3-608-94919-3.

### Herausgabe (Auswahl)
- The Cambridge Companion to Biblical Interpretation. Cambridge University Press, Cambridge 1998 (spanisch 2001, chinesisch 2009).
- mit Gerhard Sauter: Offenbarung und Geschichten. Peter Lang, Frankfurt/Main 2000 (englisch: Revelation and Story. Narrative Theology and the Centrality of Story, 2000).
- mit John Muddiman: The Oxford Bible Commentary. Oxford University Press, Oxford 2001.
- The Biblical World. Routledge, London 2002, 2 Bände.
- mit Christopher Rowland: Apocalyptic in History and Tradition. Sheffield Academic Press, Sheffield 2003.
- mit Michael Wolter: Die Einheit der Schrift und die Vielfalt des Kanons / The Unity of Scripture and the Diversity of the Canon (= Beihefte zur ZNW; 118), Walter de Gruyter, Berlin 2003.

### Artikel (einige Beispiele)
- Understanding Old Testament Ethics. In: Journal for the Study of the Old Testament 9 (1978), S. 44–64.
- Old Testament Theology und Approaches to Old Testament Ethics. In: Beginning Old Testament Study, hrsg. J. W. Rogerson. SPCK, London 1983, S. 90–130.
- The Significance of a Fixed Canon of the Hebrew Bible. In Hebrew Bible/Old Testament. The History of its Interpretation, hrsg. M. Sæbø. Vandenhoeck & Ruprecht, Göttingen + Zurich 1996, Bd. 1, S. 67–83.
- What is a Book? Modern Exegesis and the Literary Conventions of Ancient Israel. In: Intertextuality in Ugarit and Israel (= Oudtestamentische Studiën; 40); hrsg. J. C. de Moor. E.J. Brill, Leiden 1998, S. 1–14.
- The Messiah in Old Testament Theology. In King and Messiah in Israel and the Ancient Near East, hrsg. J. Day. Sheffield Academic Press, Sheffield 1998, S. 365–379.
- Vorwort zum Nachdruck von James Barr: The Scope and Authority of the Bible. SCM, London 2002, S. vii–xi.